# Cleome oxypetala
Cleome oxypetala är en paradisblomsterväxtart som beskrevs av Pierre Edmond Boissier. Cleome oxypetala ingår i släktet paradisblomstersläktet, och familjen paradisblomsterväxter. Inga underarter finns listade i Catalogue of Life.